# إيدا ماي فاولر
إيدا ماي فاولر (بالإنجليزية: Ida May Fuller)‏ هي أستاذة مدرسة أمريكية، ولدت في 6 سبتمبر 1874 في لودلو في الولايات المتحدة، وتوفيت في 27 يناير 1975 في براتلبورو في الولايات المتحدة.